# Ryszard Horowitz

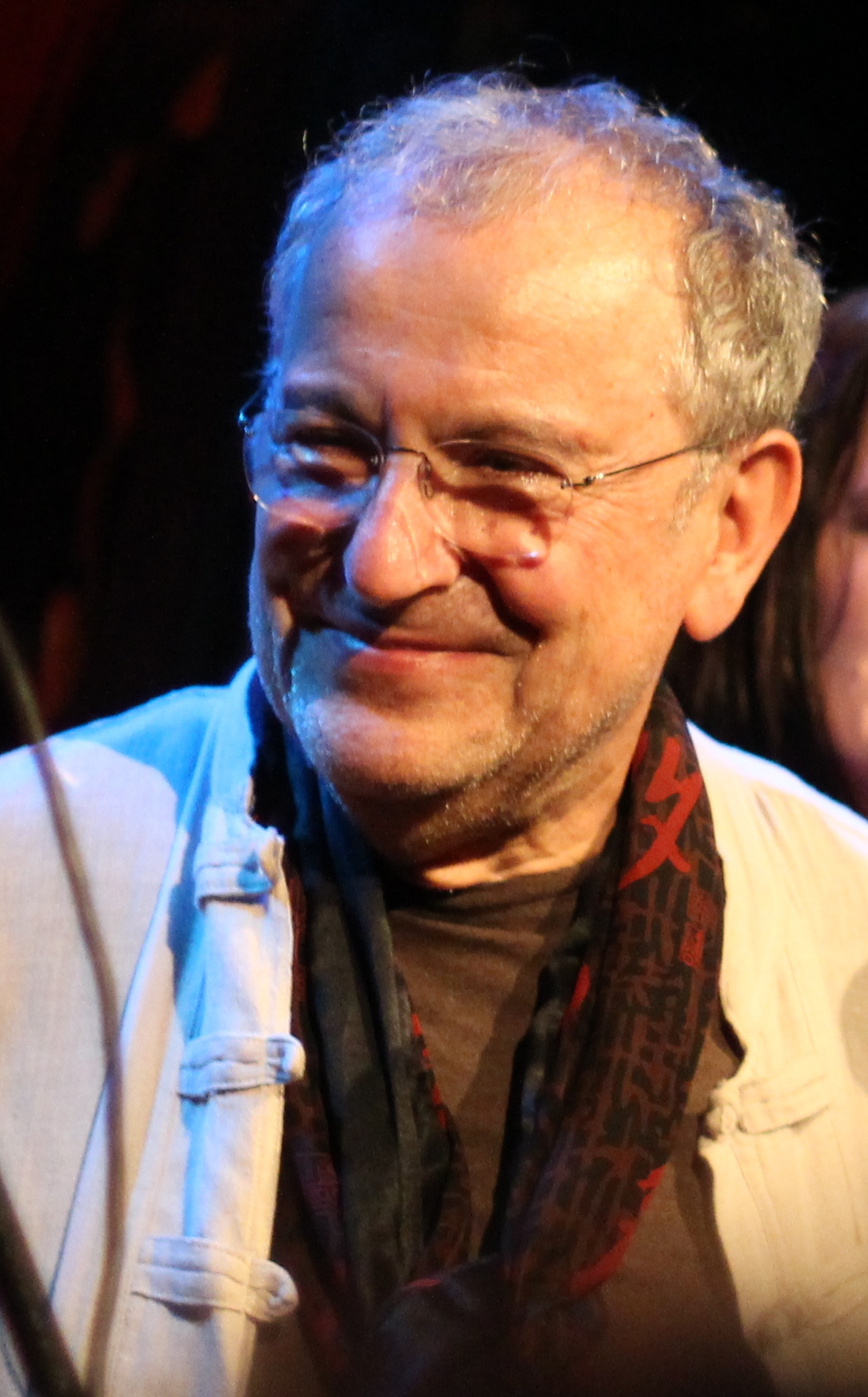
Ryszard Horowitz

Ryszard Horowitz (* 5. Mai 1939 in Krakau) ist ein polnisch-amerikanischer Werbefotograf und Plakatkünstler. Er gilt als einer der jüngsten Schindlerjuden und Auschwitzüberlebenden.
Horowitz war der Sohn des Ingenieurs David Horowitz und dessen Ehefrau Regina Putzmacherin. Da die Familie in Kontakt mit Abraham Bankier stand, gelang es ihr, auf Schindlers Liste zu kommen.
Nach Kriegsende besuchte er das Gymnasium für Bildende Künste in Krakau und studierte Malerei an der Krakauer Akademie der Schönen Künste. Mit dem Fotografieren begann er 1953.
Ryszard Horowitz emigrierte 1959 in die Vereinigten Staaten und begann ein Studium am Pratt Institute in New York City. Bis 1967 war er Art Director der Werbeagentur Grey und gründete danach sein eigenes Studio. Für seine Arbeiten wurde Horowitz mehrfach ausgezeichnet.
Verheiratet ist Horowitz mit Anna, geborene Bogusz. Das Paar hat zwei Kinder.